# Colotis ione
The Bushveld Purple Tip, Common Purple Tip, or Violet Tip (Colotis ione)là một loài bướm thuộc họ Pieridae. Loài này có ở dry parts of Africa phía nam Sahara.
Sải cánh dài 45–52 mm.

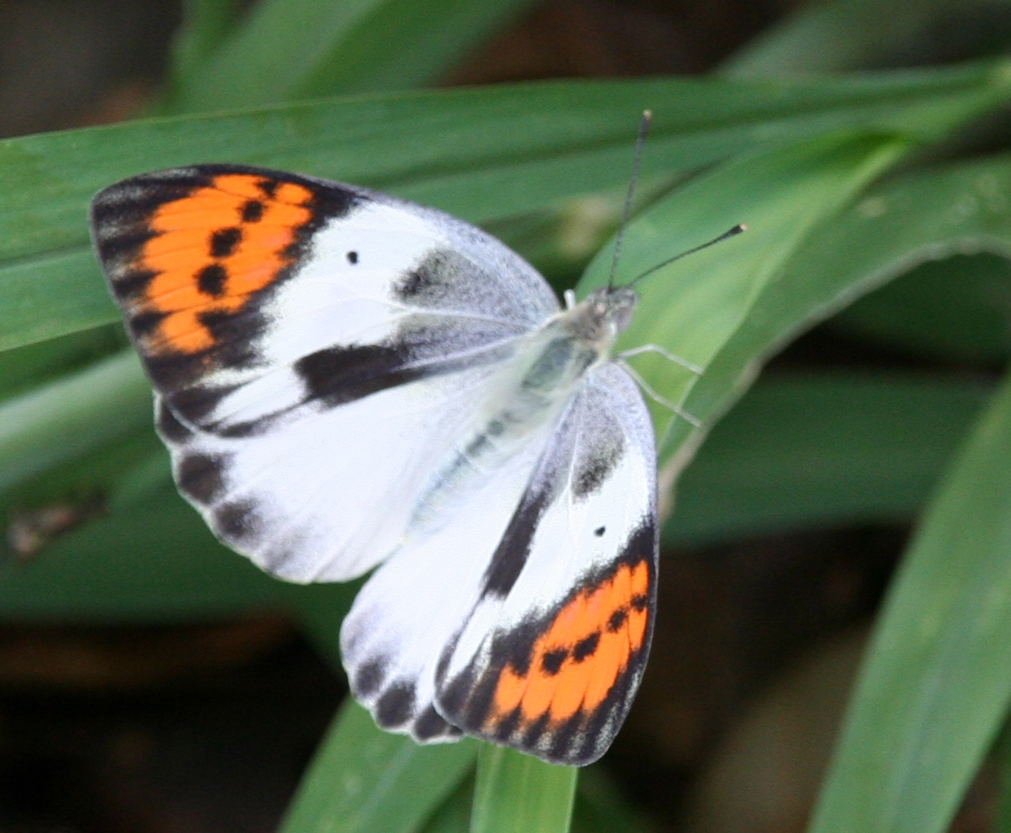
Female

The larva feed on Maerua, Boscia, Capparis, Ritchiea, and Cadaba species.

## Hình ảnh

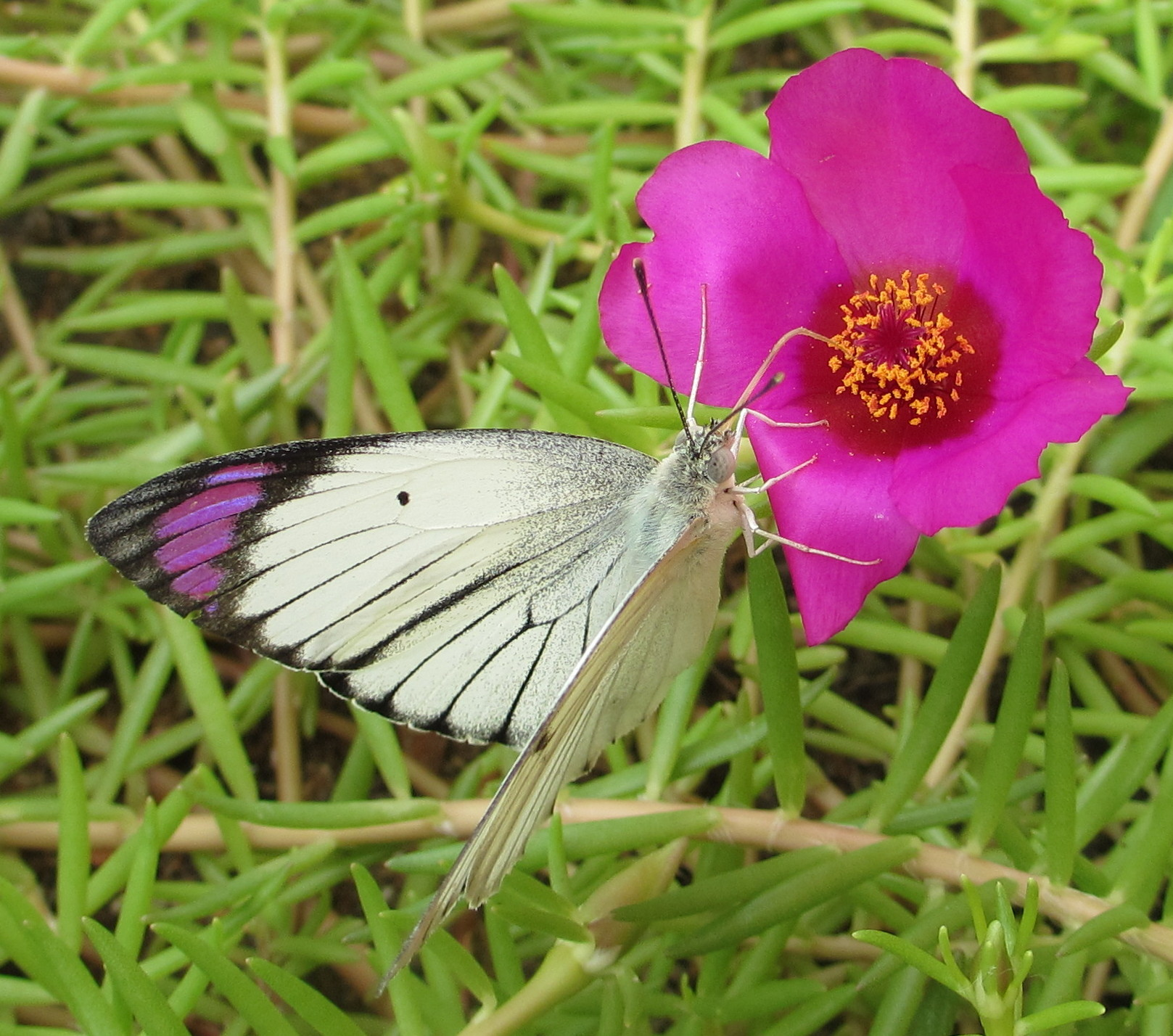
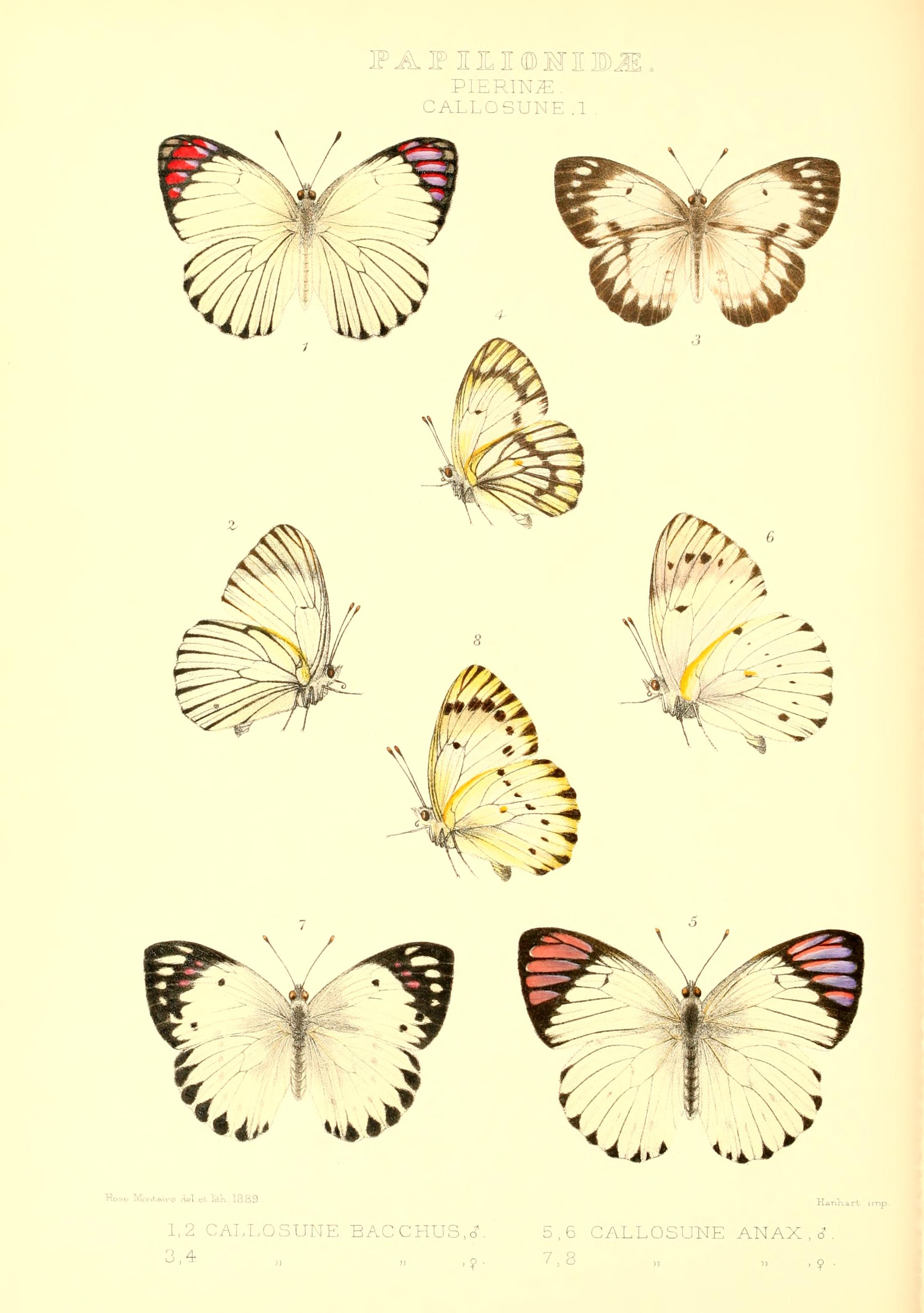
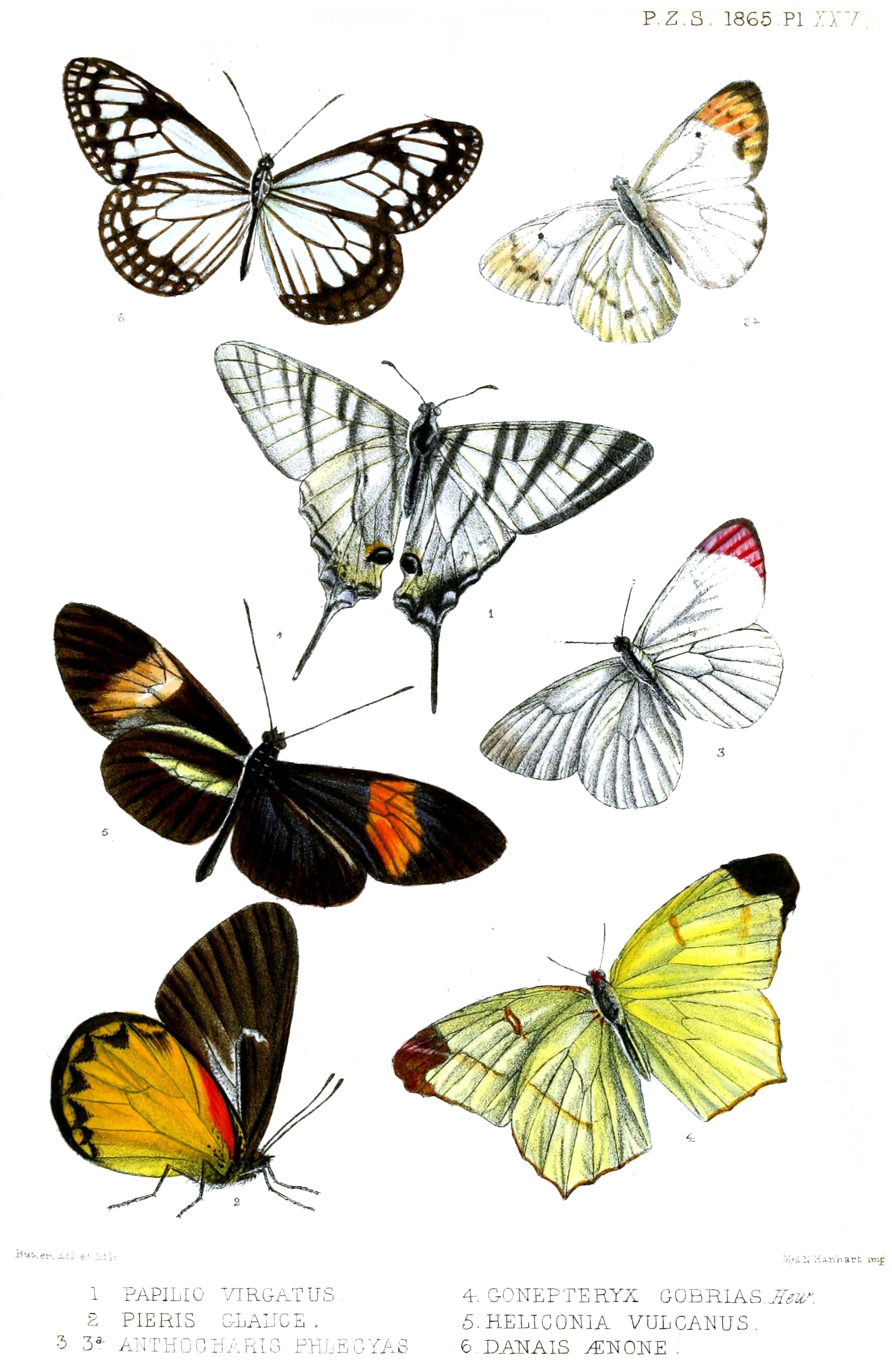